# Вторинна долька

Дихальна система людини

Вторинна долька — п'ять чи більше лобул, оточених виступами плеври в товщу легень.